# Erythroxylum arrojadoi
Erythroxylum arrojadoi es una especie de planta perteneciente a la familia Erythroxylaceae. El área de distribución nativa de esta especie es Brasil, en el estado de Goiás. Es un arbusto que crece principalmente en el bioma tropical estacionalmente seco.

## Taxonomía
Erythroxylum arrojadoi fue descrita por el botánico alemán Otto Eugen Schulz y la descripción publicada en Notizblatt des Botanischen Gartens und Museums zu Berlin-Dahlem 76: 426 en 1923.